# Everhard von Haren
Everhard von Haren (* um 1475; † vor dem 6. Oktober 1530) war Schöffe und Bürgermeister der Reichsstadt Aachen.

## Leben und Wirken
Der Sohn der Eheleute Adam von Haren  und der Beelchen von Schyderich († nach 1465) stammte von der Linie Haren-Voerendaal des alten Patriziergeschlechts Van Haren aus der ehemaligen Herrschaft Valkenburg ab. Er trat erstmals 1509 als Mitglied des Stadtrates von Aachen in Erscheinung und wurde in den Jahren 1511, 1514, 1521 und 1526 zum Bürgermeister Aachens gewählt. Darüber hinaus wurde von Haren ab 1520 zum Christoffel der Albrechtsgrafschaft berufen.
Seinen größten politischen Erfolg erlangte er im Jahr 1513, als er nach einer längeren Zeit massiver Unruhen zusammen mit dem Bürgermeister Wilhelm Colyn die Reform des aus dem Jahr 1450 stammenden Aachener Gaffelbriefs bewerkstelligen konnte. Von Haren stand auf der Seite der Reformer und setzte sich beim Herzog Johann von Jülich-Kleve-Berg als übergeordnete Instanz maßgeblich für deren Belange ein.
Die Familie Everhard von Haren zählte zu den wohlhabenden Familien Aachens. Ihm selbst gehörten umfangreiche Ländereien und mehrere Stadtwohnungen. So erhielt er als Erbschaft von seinem Vater die Alte Mühle von Gut Schurzelt, von seiner unmündigen Nichte Marie, Tochter seines Bruders Dietrich, das Gut Margraten im Roderland sowie aus dem erloschenen Familienzweig seines Großonkels Gerhard von Haren, der Jüngere das Stadtpalais Haus Lewenberg. Darüber hinaus erwarb er noch weitere Stadthäuser und Ländereien.
Everhard von Haren war  zweimal verheiratet, zunächst mit einer nicht näher bezeichneten Gattin und ab ca. 1522 mit Alveradis von Schwartzenberg († vor 1555). Von seinen Kindern ist lediglich sein gleichnamiger Sohn bekannt, der eine Margriet Hagen (1520–1589) geheiratet und offensichtlich zu Beginn der Aachener Religionsunruhen seine Aachener Güter aufgegeben und sein Domizil im Herzogtum Limburg aufgeschlagen hatte. Dieser jüngere Everhard, später Drost von Boxmeer und Cranendonck, und seine Frau Margriet waren die Eltern des Adam van Haren (1540–1589), der als Rats- und Kammerherr unter Wilhelm von Oranien und als Hofmeister unter Wilhelm Ludwig von Nassau-Dillenburg diente. Adam van Haren ist somit der Begründer des angesehenen und bis Mitte des 19. Jahrhunderts existierenden friesischen Zweiges des Geschlechts van Haren in den Niederlanden.